# Быстрая одноквантовая логика
Бы́страя одноква́нтовая ло́гика (БОК-логика, англ. Rapid Single Flux Quantum, RSFQ) — это технология создания электроники, основанная на квантовых эффектах (эффекте Джозефсона) в сверхпроводящих устройствах, один из вариантов сверхпроводящей логики. Джозефсоновские контакты играют в электронике на основе БОК-логики ту же роль, что и транзисторы в полупроводниковой.
Тем не менее, БОК-логика не является технологией квантовых вычислений в обычном смысле. От полупроводниковой электроники её отличают следующие особенности:
- требуются условия для сверхпроводимости
- использует единичные кванты магнитного потока для представления цифровой информации
- кванты магнитного потока, производимые джозефсоновскими контактами, переносятся пикосекундными импульсами по сверхпроводящим линиям

## Логические схемы
БОК-логические схемы проектируются на основе сверхпроводящих контуров, соединённых вместе для выполнения требуемой логической функции. Каждый контур состоит из одного или нескольких джозефсоновских контактов (ДК) со сверхкритическим затуханием. Значение индуктивности и критического тока контактов контура определяют количество его стабильных состояний. Наличие или отсутствие кванта магнитного потока в сверхпроводящем контуре определяется вхождением или выходом единичного квантового импульса (SFQ-импульс, англ. single flux quant) через ДК путём поворота фазы ДК на 2π.
Для передачи импульсов между схемами БОК-логики обычно используются джозефсоновские линии передачи (англ. Josephson transmission lines) — цепи одинаковых ДК, соединённых параллельно посредством сверхпроводящих индуктивностей. Для передачи на бо́льшие расстояния, для которых существенно возрастает время распространения сигнала, можно применять пассивные сверхпроводниковые линии передачи. Сверхпроводниковые линии позволяют передавать сигнал практически без затухания и рассеивания на расстояния в несколько сантиметров.
Температурные флуктуации могут вносить ошибки в работу БОК-цепей, вызывая спонтанные срабатывания ДК, внося временны́е задержки, вызывая срабатывание неверного ДК.
Для проектирования БОК-цепей требуется специализированное программное обеспечение.

## Применения
- Оптические и высокоскоростные коммутаторы
- Цифровая обработка сигналов, вплоть до сигналов радиочастот
- Сверхбыстрые маршрутизаторы
- Программно-определяемые радиосистемы
- Высокоскоростные АЦП
- Суперкомпьютеры[2][3]